# Kremlin de Tula
El Kremlin de Tula (en ruso: Тульский кремль) es una fortaleza ubicada en Tula, Rusia. Es un monumento del siglo XVI. Existen 2 catedrales dentro del Kremlin: la Catedral de la Asunción (1762-1766) y la Catedral de la Epifanía (1855-1863).

## Historia

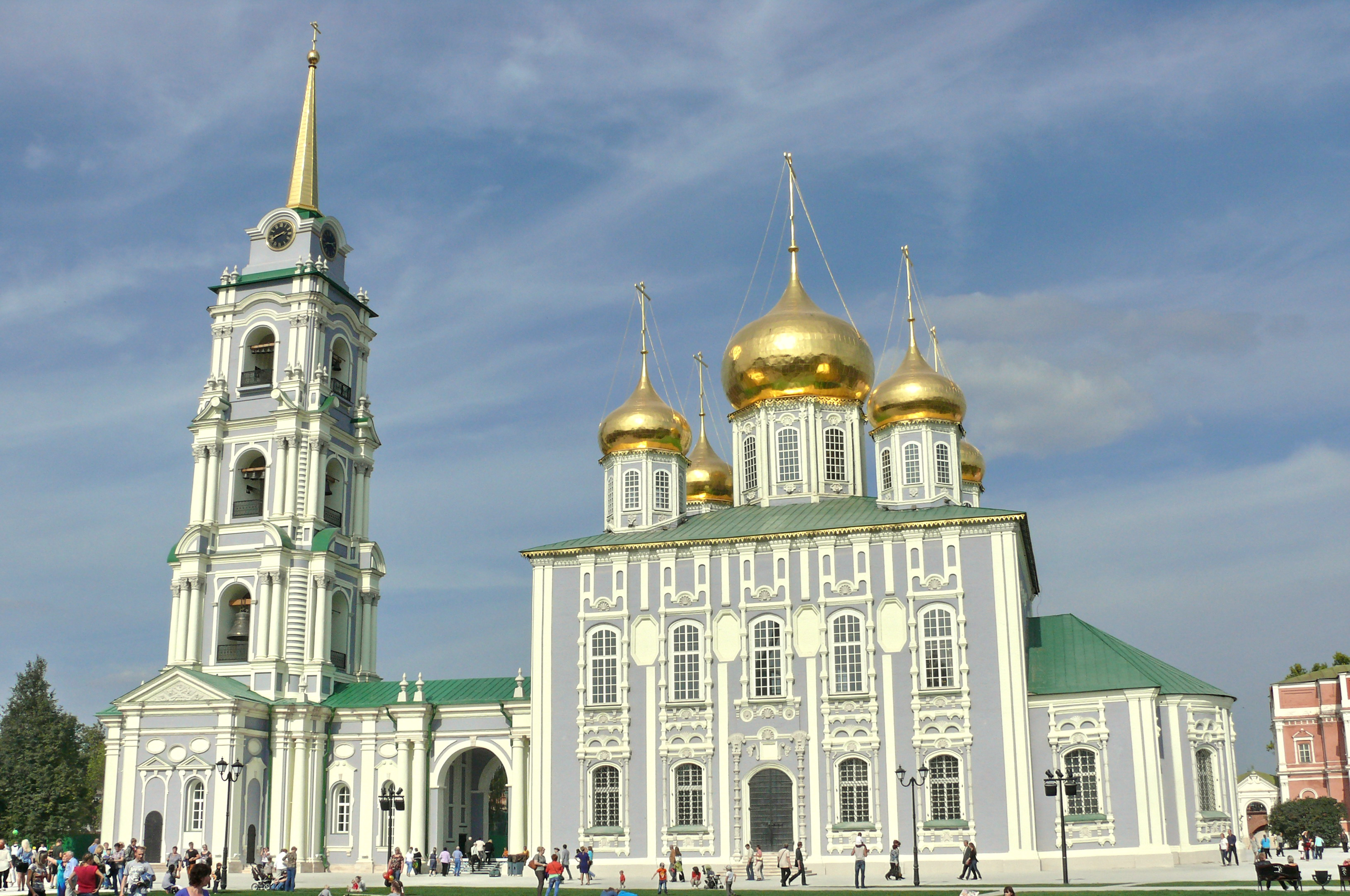
Catedral de la Asunción

En 1507, Basilio III de Moscú dio la orden de construir una fortaleza de roble en Tula, en el margen izquierdo del río Upa. En 1514 en una fortaleza de roble, como en el Kremlin de Moscú, Basilio III emitió una orden para construir la "ciudad de piedra", construida en 1520 (1521).
En 1552, el Kremlin de Tula fue asediado por el khan de Crimea, Devlet I Giray. En ese momento, el zar Iván IV de Rusia estaba en campaña contra el Kanato de Kazán. La población urbana luchó antes de la llegada de los refuerzos del ejército del zar desde Kolomna. En memoria de estos eventos se ha establecido la primera piedra cerca de la Puerta de la Torre de Ivanovskie.

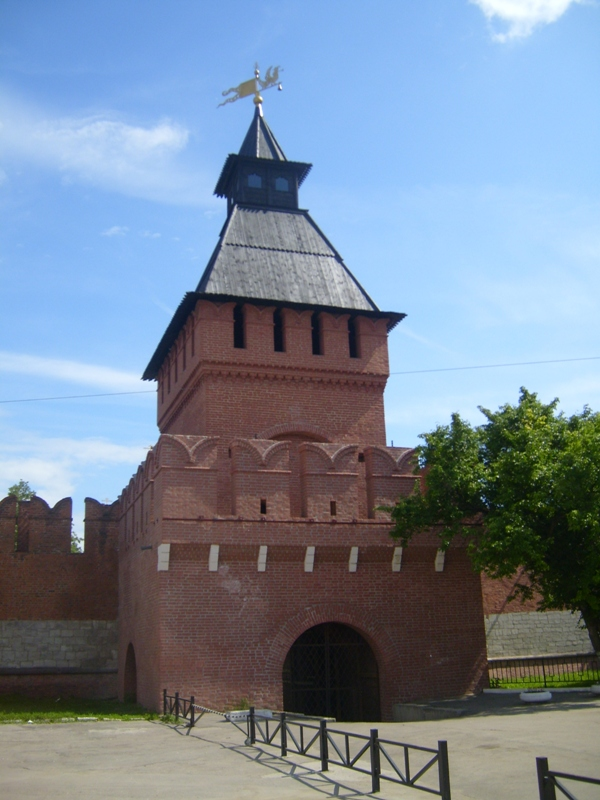
Torre de la Puerta de Piatnitski

En la segunda mitad del siglo XVI, alrededor del Kremlin de piedra se creó Posad, una fortaleza de madera diez veces más grande que el Kremlin de piedra. Esta área en ese momento era el límite de Tula.
En 1605, las campanas informaron a los residentes sobre la llegada de Dimitri I el impostor, y Tula durante dos semanas fue convertida en la pseudo capital del estado de Moscú. Fue allí en el Kremlin, donde juró lealtad a los pretendientes boyardos y nobles.
En 1607, durante la Guerra de los Campesinos, el Kremlin de Tula se convirtió en el refugio de Iván Bolótnikov. Junto con personas leales a él, mantuvo el Kremlin bajo su control durante cuatro meses. En 1608, el zar Vasily Shuisky fue asediado por los líderes del movimiento campesino: Ivan Bolotnikov e Ileyko Muromets. El Kremlin resistió un asedio muy largo, pero fue tomado tras la creación de una presa en el río Upa. El agua del río inundó el Kremlin, y los rebeldes se rindieron. En memoria de estos eventos en 1953 en el Kremlin de Tula se erigió un obelisco.
A mediados del siglo XVII, el Kremlin perdió completamente su significado.
Después de la reunificación del margen izquierdo de Ucrania y Rusia a mediados del siglo XVII, el Kremlin perdió por completo su importancia en la época de Pedro, las fortalezas en los registros ya no están cubiertas.
Se realizaron trabajos de reparación a finales del siglo XVIII e inicios del XIX. En 1930, las paredes del Kremlin fueron totalmente removidas de los edificios en ruinas; en la década de 1950 tuvieron una renovación parcial, y a mediados de 1960 se realizó una restauración científica completa y compleja para restaurar la apariencia original del Kremlin.

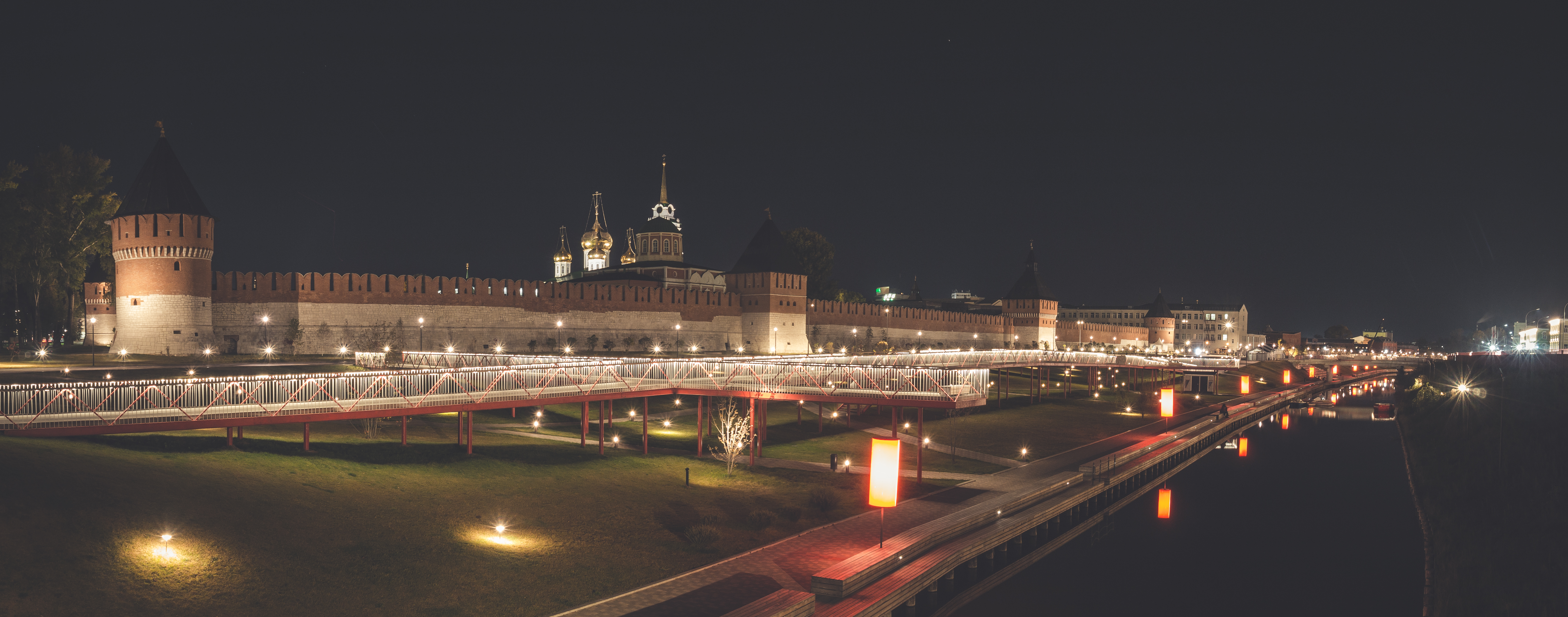
Vista nocturna del Kremlin de Tula

En 2012 se creó una fundación benéfica llamada "Tula Kremlin" que tiene 1648 benefactores, para transferir dinero en pro de la restauración del Kremlin. En el mismo año a expensas del fondo de caridad se llevó a cabo el drenaje torre a torre de la puerta de agua de Odoevskogo. En 2013, se trabajó para restaurar y mejorar los centros comerciales, se instaló una nueva marquesina en la torre Naugolnykh, se restauraron las almenas en la pared entre las torres Nikita e Ivanovo. Al mismo tiempo, el fondo restauró la Catedral de la Asunción, cuya fachada tiene un color gris, y las cúpulas cubiertas con pan de oro. De 2012 a 2014, el Kremlin estuvo bajo la reconstrucción a gran escala de las paredes. De 2012 a 2014 en el Kremlin se dio la reconstrucción del campanario de la Catedral de la Asunción, que fue destruida en la década de 1930.
Desde 2014 se llevó a cabo la reconstrucción de la antigua subestación, que se incluye en el complejo del museo (el atrio), y consta de cuatro salas de exposiciones: el Museo de Historia Militar, el Óblast de Tula, el Museo de Arte Popular, región de Tula, samovares de Tula y Museo, y el Museo de historia. El complejo incluye una sala que alberga exposiciones temporales y organiza foros, reuniones y conferencias.

## Torres
- Torre Spasskaya
- Torre de la Puerta Odoevsky
- Torre Nikitinskaya
- Torre de la Puerta Ivanosky
- Torre de Ivanovskaya
- Torre Na Pogrebu
- Torre de la Puerta de Agua
- Torre Naugolnaya
- Torre de la Puerta Pyatnitsky